# Министерство по делам местного самоуправления Индии
Министерство по делам местного самоуправления Индии наблюдает за текущим процессом децентрализации и местного самоуправления в штатах Индии во главе с советами старейшин, или панчаяти радж.
Министерство Панчаяти Радж было создано 27 мая 2004 года.

## Функции Министерства
Министерство Панчаяти Радж отвечает за работу пропаганды и мониторинга реализации Конституции семьдесят третьей Поправки к Положениям Закона о панчаяти.
Министерство придает большое значение укреплению потенциала выборных представителей и должностных лиц учреждений местного самоуправления, а также чиновников, участвующих в программах сельского развития. Министерство финансирует научные исследования, семинары и практикумы для развития панчаяти и реализовывает схему «Национальные награды за лучшую панчаят» с целью обеспечения экономическое развития и социальной справедливости на местном уровне.